# Georgiana Spencer
Georgiana Cavendish, duchessa del Devonshire (Althorp, 7 giugno 1757 – Westminster, 30 marzo 1806), nata Lady Georgiana Spencer, fu la prima moglie di William Cavendish, V duca del Devonshire e madre di William George Spencer Cavendish, VI duca del Devonshire.
Era sorella di George Spencer, II conte Spencer, politico whig.

## Biografia

### Infanzia

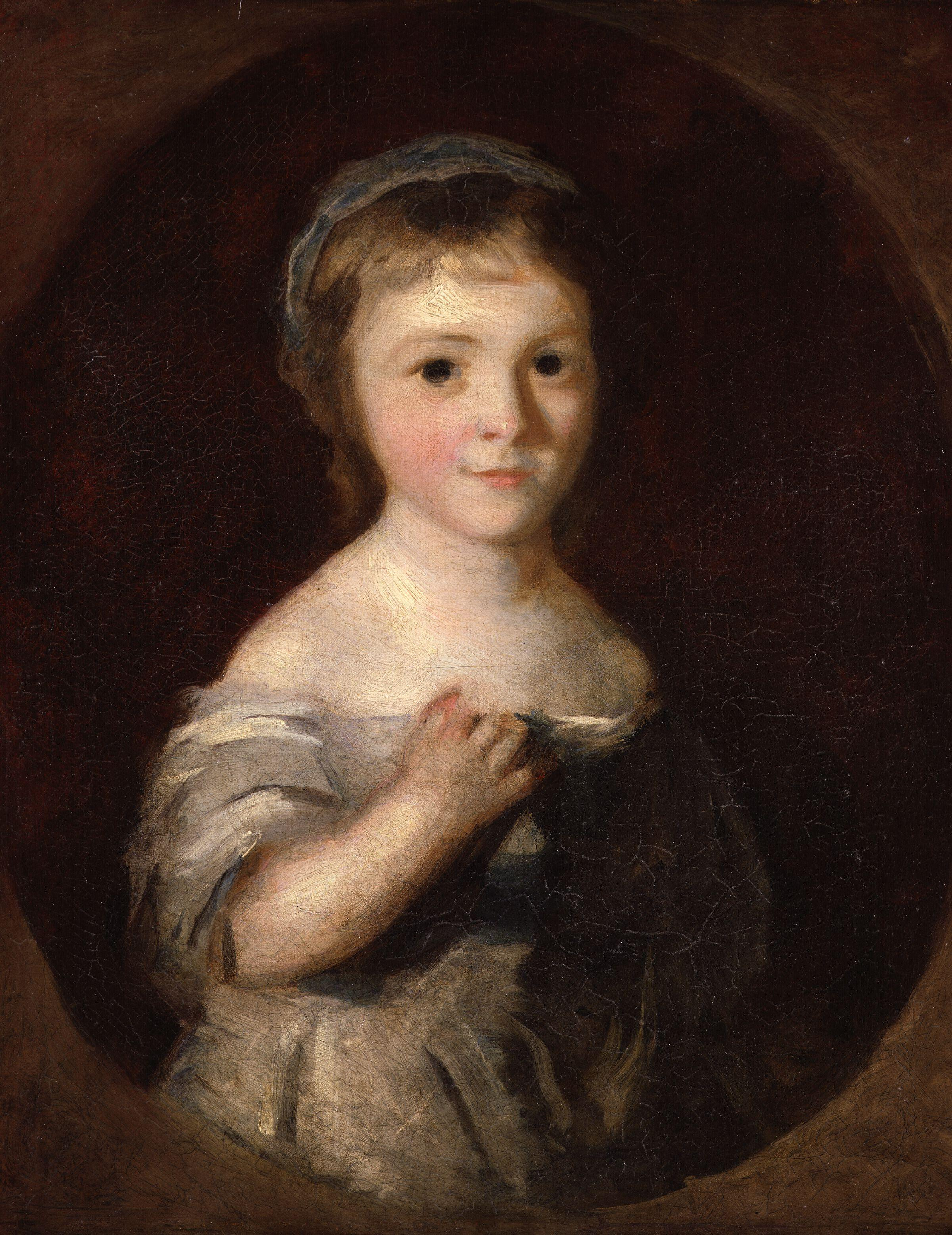
Georgiana ritratta a 3 anni da Joshua Reynolds

Georgiana fu la primogenita dei conti Spencer. Suo padre, John Spencer, I conte Spencer, era un discendente di John Churchill, I duca di Marlborough. Sua madre, Margaret Georgiana Poyntz, era la figlia più giovane dell'on. Stefano Poyntz.

### Giovinezza

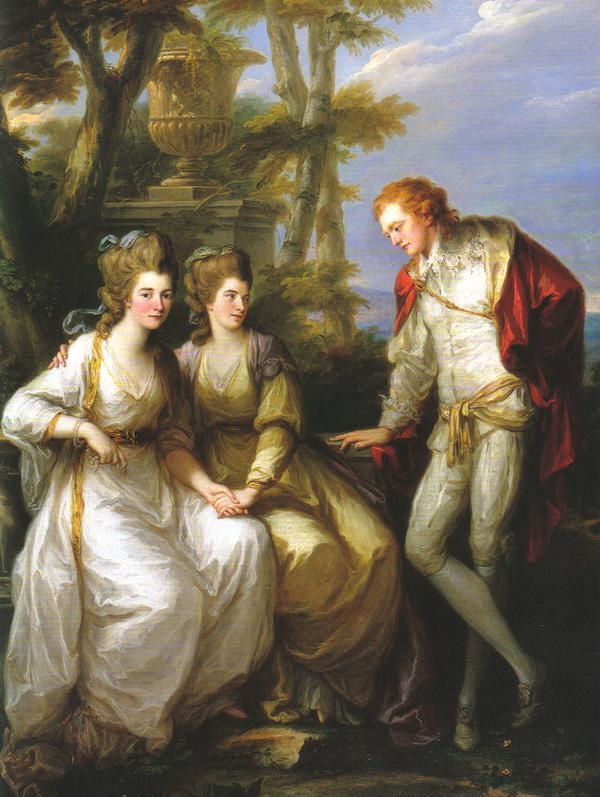
Lady Georgiana, Lady Henrietta e George Spencer, visconte Althorp in un dipinto di Angelica Kauffmann del 1774

Georgiana fu donna di grande bellezza e di altrettanto fascino e carisma. Le sue mise dettarono la moda del tempo come nessun'altra sua contemporanea fu in grado di fare. Il suo carattere cosmopolita le garantì attorno a sé una cerchia di letterati e politici - un "salotto" di tutto rispetto. Fu anche attiva in politica in un'epoca in cui le suffragette erano lontane più di un secolo a venire. Sia gli Spencer sia i Cavendish furono strenui sostenitori Whig. Georgiana sostenne pubblicamente i Whig, in particolare un cugino alla lontana, Charles James Fox, in un periodo in cui il Re (Giorgio III) e i suoi Ministri avevano una forte e diretta influenza sulla Camera dei Comuni, principalmente attraverso il loro potere di protezione. Durante le elezioni generali del 1784, si diffuse la diceria per cui la Duchessa avesse scambiato baci in cambio di voti in favore di Fox e per questo fu oggetto di una famosa satira da parte di Thomas Rowlandson nella sua stampa THE DEVONSHIRE, or Most Approved Method of Securing Votes.
Meravigliosamente, mentre la Duchessa stava scendendo dalla sua carrozza, uno spazzino irlandese esclamò: "Che Dio vi benedica, mia Signora, permettetemi di accendere la mia pipa con i vostri occhi!", un complimento che lei spesso ricordò quando qualcun altro si complimentava con lei, ribattendo: "Dopo il complimento dello spazzino, tutti gli altri sono banali".

### Matrimonio

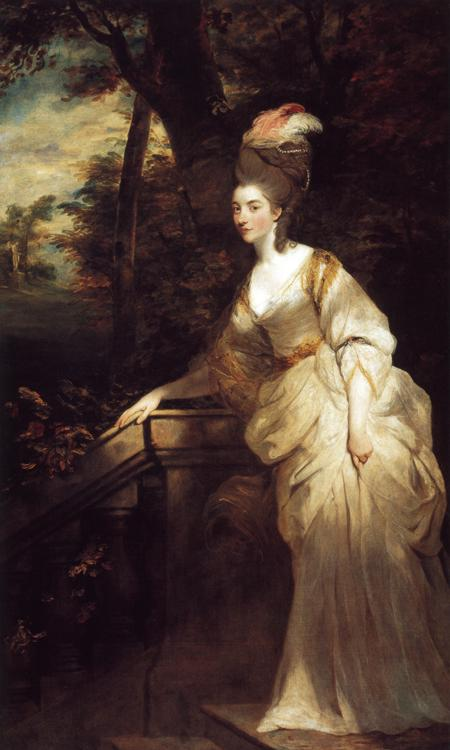
Un ritratto di Georgiana, Duchessa di Devonshire di Joshua Reynolds custodito nella Huntington Library

Georgiana sposò il Duca del Devonshire in carica, il 6 giugno 1774. Il matrimonio fu brillante quanto infelice, poiché la coppia era divisa da incompatibilità di carattere (il matrimonio dei Devonshire fu splendidamente satirizzato nella commedia di Richard Brinsley Sheridan, The School for Scandal, dove una giovane moglie di campagna, Lady Teazle, è affascinata dalla gente alla moda). L'iniziale incapacità di rimanere incinta della giovane Duchessa fu inoltre motivo di preoccupazione: le mogli aristocratiche erano valutate più per la loro fertilità che per la loro dote o i legami familiari. Ebbe numerosi aborti prima di dare alla luce due figlie, e infine il tanto atteso (e unico) figlio maschio. Questi, William Cavendish, futuro VI duca del Devonshire (1790-1858), morì scapolo e quindi senza eredi; la sorella Georgiana Cavendish (1783-1858) sposò George Howard, VI conte di Carlisle (1773-1844), mentre Harriet Cavendish (1785-1862) sposò Granville Leveson-Gower, I conte Granville.

#### Scandali matrimoniali
Fu Georgiana che presentò il Duca a quella che sarebbe diventata la sua amante, nonché seconda moglie, Lady Elizabeth Foster. "Bess" fu la migliore amica di Georgiana, la quale tollerò il ménage à trois per molti anni. Georgiana, da parte sua, ebbe una relazione con Charles Grey, II conte Grey, dal quale ebbe una figlia nel 1792, Eliza Courtney (un'antenata di Sarah, Duchessa di York). Lady Elizabeth Foster ebbe due figli dal Duca, un maschio e una femmina. Quando la Duchessa morì, suo marito sposò Bess Foster e prontamente si procurò una nuova amante. Alla sua morte, il figlio che ebbe dalla Duchessa diventò il VI Duca del Devonshire ma morì scapolo, perciò gli successe un cugino di secondo grado, William Cavendish, II conte di Burlington (1808-1891), già era vedovo della nipote di Georgiana, Lady Blanche Howard.

### Ultimi anni e morte

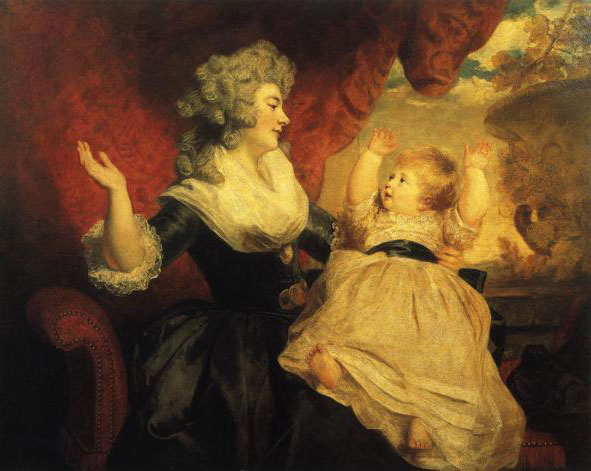
Georgiana, duchessa del Devonshire, ritratta con la figlia Georgiana da sir Joshua Reynolds nel 1786

Georgiana fu nota non solo per l'assetto del suo matrimonio, la sua bellezza e il suo stile, le sue campagne politiche, ma anche per il suo amore per il gioco. Quando morì era piena di debiti, benché la sua famiglia natale, gli Spencer, e la famiglia del marito, i Cavendish, fossero molto facoltose.
Durante gli anni in cui fu immersa nella notorietà pubblica, Georgiana fu ritratta da Thomas Gainsborough e Joshua Reynolds. Il famoso dipinto di Gainsborough, che la ritrae con un largo cappello francese fu perduto per molti anni. Fu acquistato una decina di anni fa da Andrew Cavendish, XI duca di Devonshire, e inserito nella collezione di Chatsworth House.
Nella sua vita Georgiana viaggiò molto ed ebbe modo di diventare amica della regina Maria Antonietta di Francia e della sua dama di compagnia, la Duchessa de Polignac. Quando la sovrana fu arrestata e in seguito decapitata, la Duchessa ne rimase profondamente colpita.
Un'altra donna famosa della stessa famiglia di Georgiana è stata Diana, Principessa del Galles (nata Lady Diana Spencer), discendente del fratello di Georgiana, il II Conte Spencer.

## Ascendenza
|                               |                |                                   | Genitori                              |  |  | Nonni |  |  | Bisnonni                                 |  |  | Trisnonni                              |  |
|                               |                |                                   |                                       |  |  |       |  |  | Charles Spencer, III conte di Sunderland |  |  | Robert Spencer, II conte di Sunderland |  |
|                               |                |                                   |                                       |  |  |       |  |  | Charles Spencer, III conte di Sunderland |  |  | Robert Spencer, II conte di Sunderland |  |
|                               |                | Anne Digby                        |                                       |  |  |       |  |  | Charles Spencer, III conte di Sunderland |  |  |                                        |  |
| John Spencer                  |                |                                   |                                       |  |  |       |  |  | Charles Spencer, III conte di Sunderland |  |  |                                        |  |
|                               |                | Anne Churchill                    | John Churchill, I duca di Marlborough |  |  |       |  |  |                                          |  |  |                                        |  |
|                               |                | Anne Churchill                    | John Churchill, I duca di Marlborough |  |  |       |  |  |                                          |  |  |                                        |  |
|                               |                | Anne Churchill                    | Sarah Jennings                        |  |  |       |  |  |                                          |  |  |                                        |  |
| John Spencer, I conte Spencer |                | Anne Churchill                    |                                       |  |  |       |  |  |                                          |  |  |                                        |  |
|                               |                | John Carteret, II conte Granville | George Carteret, I barone Carteret    |  |  |       |  |  |                                          |  |  |                                        |  |
|                               |                | John Carteret, II conte Granville | George Carteret, I barone Carteret    |  |  |       |  |  |                                          |  |  |                                        |  |
|                               |                | John Carteret, II conte Granville | Grace Granville, I contessa Granville |  |  |       |  |  |                                          |  |  |                                        |  |
| Georgiana Caroline Carteret   |                | John Carteret, II conte Granville |                                       |  |  |       |  |  |                                          |  |  |                                        |  |
|                               |                | Frances Worsley                   | Robert Worsley, IV baronetto          |  |  |       |  |  |                                          |  |  |                                        |  |
|                               |                | Frances Worsley                   | Robert Worsley, IV baronetto          |  |  |       |  |  |                                          |  |  |                                        |  |
|                               |                | Frances Worsley                   | Frances Thynne                        |  |  |       |  |  |                                          |  |  |                                        |  |
| Georgiana Spencer             |                | Frances Worsley                   |                                       |  |  |       |  |  |                                          |  |  |                                        |  |
|                               | William Poyntz | Newdigate Poyntz                  |                                       |  |  |       |  |  |                                          |  |  |                                        |  |
|                               | William Poyntz | Newdigate Poyntz                  |                                       |  |  |       |  |  |                                          |  |  |                                        |  |
|                               | William Poyntz | Mary Parkyns                      |                                       |  |  |       |  |  |                                          |  |  |                                        |  |
| Stephen Poyntz                | William Poyntz |                                   |                                       |  |  |       |  |  |                                          |  |  |                                        |  |
|                               |                | Jane Monteage                     | Stephen Monteage                      |  |  |       |  |  |                                          |  |  |                                        |  |
|                               |                | Jane Monteage                     | Stephen Monteage                      |  |  |       |  |  |                                          |  |  |                                        |  |
|                               |                | Jane Monteage                     | Jane Deane                            |  |  |       |  |  |                                          |  |  |                                        |  |
| Margaret Poyntz               |                | Jane Monteage                     |                                       |  |  |       |  |  |                                          |  |  |                                        |  |
|                               |                | Lewis Mordaunt                    | John Mordaunt, I visconte Mordaunt    |  |  |       |  |  |                                          |  |  |                                        |  |
|                               |                | Lewis Mordaunt                    | John Mordaunt, I visconte Mordaunt    |  |  |       |  |  |                                          |  |  |                                        |  |
|                               |                | Lewis Mordaunt                    | Elizabeth Carey                       |  |  |       |  |  |                                          |  |  |                                        |  |
| Anna Maria Mordaunt           |                | Lewis Mordaunt                    |                                       |  |  |       |  |  |                                          |  |  |                                        |  |
|                               |                | Mary Collyer                      | Thomas Collyer                        |  |  |       |  |  |                                          |  |  |                                        |  |
|                               |                | Mary Collyer                      | Thomas Collyer                        |  |  |       |  |  |                                          |  |  |                                        |  |
|                               |                | Mary Collyer                      | Mary Lunsford                         |  |  |       |  |  |                                          |  |  |                                        |  |
|                               |                | Mary Collyer                      |                                       |  |  |       |  |  |                                          |  |  |                                        |  |

## Titoli e trattamento
- 7 giugno 1757 - 3 ottobre 1765: Miss Georgiana Spencer
- 1º novembre 1765 - 7 giugno 1774: Lady Georgiana Spencer
- 7 giugno 1774 - 30 marzo 1806: Sua Grazia, la Duchessa di Devonshire

## Nella cultura di massa
- The School for Scandal di Richard Brinsley Sheridan si basa, in parte, sul matrimonio di Georgiana.
- Nel film su Georgiana di Saul Dibb, La duchessa (2008), Keira Knightley interpreta Georgiana da adolescente ad adulta. Il film è basato sulla biografia Georgiana, di Amanda Foreman.
- Georgiana è anche stata interpretata dalle attrici Evelyn Hall (nel film del 1929 The Divine Lady) e Mary Clare (nel film del 1947 Mrs Fitzherbert).